# Blauwrugduiker
De blauwrugduiker of roodflankduiker (Cephalophorus rufilatus) is een zoogdier uit de familie van de holhoornigen (Bovidae). De wetenschappelijke naam van de soort werd voor het eerst geldig gepubliceerd door Gray in 1846.

## Kenmerken
De zijkanten van het kleine lichaam zijn roodbruin met over de rug een brede, blauwgrijze streep. De poten hebben dezelfde kleur. De kin en keel zijn witachtig. De schofthoogte varieert van 32 tot 36 cm. De slanke hoorns van het mannetje variëren van 7 tot 8 cm lengte.

## Verspreiding en leefgebied
De soort komt voor in de bossen en struikgebieden van centraal Afrika.